# Mustafa al-Kurd

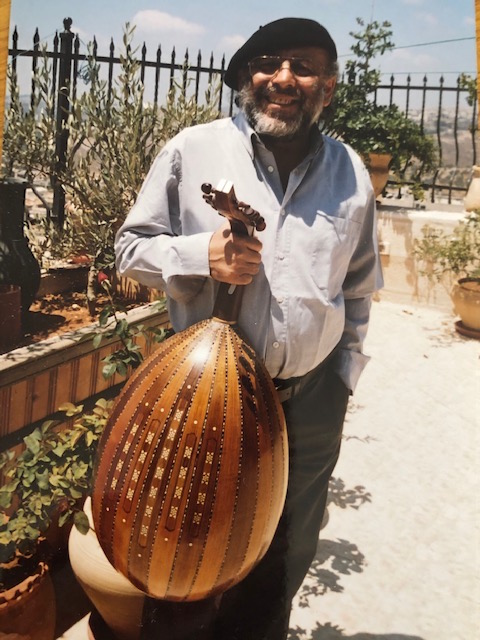
Mustafa al-Kurd, 2020

Mustafa al-Kurd (arabisch مصطفى الكرد, DMG Muṣṭafā al-Kurd; * 20. Dezember 1945 in Jerusalem; † 18. Februar 2024 ebenda) war ein palästinensischer Musiker, Komponist und Oud-Solist, der mit seiner Musik verschiedene musikalische Traditionen verband: die klassische arabische Oud-Musik, Sufi-Gesänge und -Rhythmen, byzantinischen Gesang, europäische Orgelmusik und palästinensische Folklore. Anknüpfend an diese reichen Traditionen, schuf er ein neues Genre, das palästinensische politische Lied, und einen neuen Musikstil, zeitgenössische palästinensische Musik und Chansons. Als Komponist und Liedermacher vertonte er die Texte berühmter palästinensischer Dichter, wie Mahmud Darwish, Rashid Hussein, Tawfiq Ziad, Fadwa Touqan, sowie seine eigenen Gedichte und begleitete sie auf seiner Oud.

## Leben

### Schulbildung und Hinwendung zur Musik
Mustafa al-Kurd erhielt seine Schulbildung in der Altstadt von Jerusalem in der Omariyeh-Schule. Er war dreizehn Jahre alt, als sein Vater 1958 starb. Danach war er gezwungen, für den Unterhalt seiner Mutter und seiner vier jüngeren Geschwister zu arbeiten. Er machte eine Lehre als Bauschlosser und arbeitete in diesem Beruf bis 1970, seit 1967 nur in Teilzeit. 
Autodidaktisch und aus der Musikpraxis traditioneller Oud-Spieler lernend, entwickelte er innerhalb weniger Jahre eine Virtuosität im Oud-Spiel, die er lange nur privat weiterpflegte. Erst der Sechstagekrieg im Juni 1967 und die Besetzung des Westjordanlands und des Gazastreifens, vor allem die Annexion seiner Heimatstadt Jerusalem, durch Israel bewogen ihn dazu, mit seiner Musik öffentlich aufzutreten. Er begann, politische Lieder zu schreiben und seine eigenen Texte sowie Gedichte anerkannter palästinensischer Lyriker zu vertonen und im ganzen Land vorzutragen. Seine palästinensische Hymne Der Pflug („Gib mir den Pflug und die Sichel und verlasse nie dein Land …“), die 1972 entstand, fand Widerhall überall in Palästina, sowohl in der West Bank und in Gaza als auch vor allem innerhalb der palästinensischen Bevölkerungszentren in Israel. 
Der Journalist und Diplomat Eric Rouleau schreibt über diese Zeit 1984:
„Im arabischen Teil von Jerusalem besuchen sich junge Leute in Jeans und bunten Hemden und hören gebannt eine Schallplatte, die als Ost-Jerusalemer Eigenproduktion entstand. Mit seiner poetisch-anklagenden Kritik lenkt Mustafa al-Kurd, in indirekt-versteckter Form, die Aufmerksamkeit auf die Besatzung, die ‚Judaisierung‘ des Landes, den Kampf der Palästinensischen Nationalfront, aber auch auf die Sehnsucht nach Frieden.“
Ebenfalls seit 1972 arbeitete al-Kurd mit der Jerusalemer Theatergruppe Ballalin zusammen, als einer ihrer prägenden Schauspieler und als Komponist der Theatermusik. Nach der Auflösung der Gruppe 1975 trat er im Jahr 1976 mit einer Nachfolgegruppe und dem von den Schauspielern selbst verfassten Stück Wir sind wahnsinnig auf. Er wurde von der Bühne weg verhaftet und in Administrationshaft genommen, d. h. ohne jede Anklage und ohne Verfahren. Durch gemeinsame Bemühungen mehrerer palästinensischer und israelischer Anwälte kam er Ende 1976 frei. Allerdings musste er nach seiner Freilassung das Land verlassen.

### Die erste Zeit im Exil (1976 bis 1979)
Im Dezember 1976 verließ al-Kurd die West Bank und ging zunächst nach Jordanien von dort weiter nach Damaskus. Anschließend ließ er sich in Beirut nieder. 
Im Januar 1977 war er auf Konzert-Tournee in Finnland. Im Anschluss daran nahm er im Februar in Ost-Berlin am Festival des politischen Liedes teil.
Am 1. Mai 1977 wirkte er in Amman bei einem Konzert mit, das aus Anlass der Freilassung des jordanischen KP-Führers Yaqub Ziyadin aus jordanischer Haft veranstaltet wurde.
Im Sommer 1977 machte al-Kurd eine Tournee in Westeuropa, die ihn u. a. nach Düsseldorf führte, wo er am Anti-Imperialistischen Solidaritätskonzert der Deutschen Kommunistischen Partei teilnahm. Von dort aus ging es weiter zur Fête de l’Humanité in Paris.
In den folgenden beiden Jahren teilte al-Kurd seine reichen Erfahrungen in Theater und Musik, vor allem beim politischen Lied, mit libanesischen Künstlern, wie Ziad ar-Rahbani und dem libanesischen Aktivisten Jean Chamoun, sowie speziell beim Theater mit dem Dramaturgen Roger Assaf.
Im Libanon besuchte al-Kurd nicht zuletzt die palästinensischen Flüchtlingslager im Süden des Landes und trug dort seine Lieder vor.
1978 verbrachte er einige Zeit in Rom, wo der Film Tell ez-Zaatar vom palästinensischen Regisseur Mustafa Abu-Ali produziert wurde, für den al-Kurd die Film-Musik schrieb und aufnahm. Einen Höhepunkt bildete seine Teilnahme am Festival „Contr’Eurovision“ in Brüssel im April 1979, wo er sowohl ein Solo-Konzert gab als auch im allgemeinen Programm mit einigen Liedern auftrat. Das Solo-Konzert erschien 1979 als Langspielplatte unter dem Titel Mustafa al-Kurd. Die Stimme Palästinas (im Original: Mustapha El-Kurd. La Voix de la Palestine).

### Exil in Deutschland 1979–1985
Von Beirut aus ging Mustafa al-Kurd für etwa zwei Jahre nach Göttingen, zusammen mit seiner Frau, der Politikwissenschaftlerin Helga Baumgarten, die an der dortigen Universität promovierte und als Assistentin arbeitete.
Organisiert von pro-palästinensischen Linken gab er mehrere Konzerte in Göttingen. Die erste große Tournee führte ihn, zusammen mit dem Dichter Samih al-Qassem und Pfarrer Shehadeh Shehadeh 1980 durch ganz Deutschland. Mustafa al-Kurds erstes wichtiges politisches Lied in Deutschland war Ohne Reisepass nach den Worten des im amerikanischen Exil verstorbenen palästinensischen Dichters Raschid Husain, in denen das palästinensische Exil thematisiert wird.
1981 bis 1985 lebte al-Kurd mit seiner Frau und dem 1981 geborenen Sohn Sami Darwish in Berlin, wo seine Frau als Assistentin an der Freien Universität Berlin arbeitete. In dieser Zeit trat er in Konzerten und Konzerttourneen überall in Europa auf. Nach dem Libanonkrieg gegen die Palästinenser im Libanon und der Vertreibung der PLO aus dem Libanon machte er 1983 eine Tournee durch einige deutsche Städte zusammen mit dem palästinensischen Dichter und Lyriker Mahmud Darwish. Dabei sang er seine Lieder über den Kriegszug Ariel Scharons gegen die Palästinenser sowie über das Massaker von Sabra und Schatila. Im selben Jahr entstand sein erster Zyklus von Jerusalem-Liedern, die sowohl in Europa als auch in Palästina und unter Palästinensern in Israel weite Verbreitung und viel positive Resonanz fanden.
1981 kam die Theatergruppe al-Hakawati, die sich aus der Kerngruppe der Ballalin entwickelte, angeführt von François Abu Salem, zu einer Tournee nach Deutschland, vor allem nach Berlin und Hamburg. Mustafa al-Kurd trat im selben Kontext mit eigenen kurzen Konzerten auf. Auf der Basis dieser wiederbelebten Zusammenarbeit reiste er im Frühjahr 1982 nach Südfrankreich und arbeitete dort mit François Abu Salem an einer neuen Theaterproduktion, Tausendundeine Nacht für einen Steinewerfer. Al-Kurd schrieb die Musik für das neue Stück und nahm sie auch auf. Die ersten Aufführungen fanden in Dänemark und danach in Tunis statt. In Tunis arbeitete al-Kurd weiterhin mit al-Hakawati und veranstaltete auch eigenen Konzerte.
1984 reiste er aus Berlin nach Jerusalem und eröffnete dort das neue Theater für al-Hakawati mit einem Aufsehen erregenden Konzert. Ein Jahr später wurde schließlich seine endgültige Rückkehr nach Jerusalem möglich, vor allem als Ergebnis des unermüdlichen Engagements der israelischen Rechtsanwältin Lea Tsemel.

### Nach der Rückkehr nach Jerusalem
Am ersten palästinensischen Theater in Jerusalem al-Hakawati oder kurz Hakawati (heute Palästinensisches Nationaltheater, im ehemaligen Kino al-Nuzha), gründete al-Kurd 1986 eine Musikabteilung. Dort lehrte er arabische Musik, komponierte Musik für zahllose Theaterstücke und veranstaltete Konzerte, seine eigenen Solo-Konzerte, Konzerte gemeinsam mit anderen Musikern oder Gastkonzerte palästinensischer oder internationaler Musiker. 1988, nach einem Jahr Intifada verließ die Hakawati-Gruppe Jerusalem. Dies führte dazu, dass Mustafa al-Kurd Nuzha al-Hakawati Theater trennte und ein unabhängiges Institut unter dem Namen Jerusalem-Zentrum für Arabische Musik gründete. Bis heute leitet er dieses Zentrum. Nach seiner Rückkehr nach Jerusalem im August 1985 schrieb al-Kurd einen Zyklus von Chansons, die er seiner Heimatstadt widmete. Sie wurden im Sommer 1989 zum ersten Mal aufgeführt in einem denkwürdigen Konzert im Kreuzgang der Lutherischen Kirche in der Altstadt. Das Arrangement war nachgerade revolutionär, mit zwei Ouds und Schlaginstrumenten. Leider gibt es davon keine Tonaufnahme. In einem anderen Arrangement wurde der Jerusalem-Zyklus schließlich 1993 als CD unter dem Namen Fawanis in der Schweiz herausgebracht von Giovanni Schumacher vom Label Sacco und Vanzetti.
Mustafa al-Kurd leitete das Ensemble aus Schweizer und palästinensischen Musikern mit Oud, Schlaginstrumenten, Fagott und Flöte.
Während der Ersten Intifada (1987–1990) schrieb al-Kurd eine ganze Serie von politischen Liedern zur Intifada, die als Kassetten unter dem Titel Children of the Intifada or Les Enfants de la Palestine 1 and 2 veröffentlicht wurden.
Der britische Autor und Journalist schreibt im Juli 1988 im Guardian:
„Vielleicht das schönste Lied der Intifada ist das Lied ‚Stein und Zwiebel’ auf der Kassette ‚Kinder der Intifada’, das leider immer wieder heruntergespielte, aber dennoch weit verbreitete und gefeierte Album des Jerusalemer Sängers Mustafa al-Kurd“
Die zweite Kassette kam 1992 auch als CD auf den Markt. Auf dieser besonderen Aufnahme werden al-Kurds Stimme und seine Oud von computergesteuerten Synthesizern begleitet, wodurch eine beeindruckende Mischung von ursprünglicher palästinensisch-arabischer Musik und moderner westlicher elektronischer Musik entsteht.
Seit Mitte der 90er Jahre ist seine Musik viel reicher, komplexer und voller geworden. Sie rückte dabei ab von den direkt politischen Liedern der ersten 25 Jahre der Besatzung über seine Heimat in eine deutlich lyrische Richtung, in der die tiefsten Gefühle des Künstlers in den Vordergrund rücken. Er vertonte einen ganzen Zyklus von Gedichten von Fadwa Tuqan, der „großen alten Dame“ der palästinensischen Lyrik aus Nablus im Westjordanland. Einige davon erschienen auf seiner zweiten CD „Fawanis“, die in der Schweiz erschien und vertrieben wurde.
In einem denkwürdigen Konzert in der ehemaligen Synagoge in Freudental bei Stuttgart wurden sie durch ihn und sein neugegründetes Ensemble zum ersten Mal in Deutschland vorgeführt, nachdem die Premiere dieser Lieder im Kreuzgang der Evangelischen Kirche/Propstei in der Altstadt von Jerusalem stattgefunden hatte.
Die Zeitung Fränkische Nachrichten schrieb:
„Mustafa al-Kurds Lieder sind eine Mischung aus traditioneller Folklore, Kunstlied religiöser Musik und zeitgenössischen Einflüssen. Ein Theodorakis oder Wolf Biermann des Nahen Ostens…. obwohl es scheint, dass es Mustafa al-Kurd noch mehr um die künstlerische Durchgestaltung seiner Lieder und um ein Optimum an Ausdruckskraft geht. Seine gesanglichen Phrasierungen, seine dramatischen Steigerungen und Zurücknahmen, die phantasievolle, abwechslungsreiche, rhythmisch sehr interessante Begleitung auf der Oud…. waren gewiss keine leichte Kost – gerade für europäische Ohren… Wer sich jedoch kurz vor Mitternacht noch damit einlassen konnte, wurde mit einer Musik von seltener Eindringlichkeit belohnt.“
Schon 1989 erhielt al-Kurd eine Einladung zum Vancouver Folk Music Festival, auf dem er die Zuhörer für sich einnahm: „His music grabs us and makes us feel for him, with him, with his people, as surely the best American soul music made us understand the urgency of the civil rights struggle“ (The Georgia Straight, Vancouver, Canada 1989).
Seine eher lyrischen Lieder und Kompositionen waren sehr erfolgreich im Rahmen seiner Teilnahme an diversen europäischen Musikfestivals, vor allem in Deutschland und Italien.
Seine letzte CD, al-Madah, erschien im Jahre 2000 in Jerusalem aus Anlass von „Bethlehem 2000“. Zahlreiche Lieder und Neukompositionen, die er schon bei Live-Auftritten vorstellte, warten noch auf ihre Veröffentlichung auf CDs.

## Konzertreisen und Teilnahme an internationalen Festivals
Mustafa al-Kurd unternahm Konzertreisen durch die Vereinigten Staaten (1987, 1989, 1991), Kanada (1982, 1989), die Bundesrepublik Deutschland (1988, 1989, 1993, 1996 und 2001), die Deutsche Demokratische Republik (1977, 1982), die Schweiz (zuletzt 1995), Frankreich (zuletzt 1990), Holland, Belgien und Luxemburg (1982, 1989), Italien (1994, 1996, 1997, 1998 und 1999), England (1985), Finnland (1977), Bulgarien (1983), Ungarn (1995) und Österreich (1995, 2001). Eine Tour durch ganz Europa wurde sowohl 1992 als auch 1993 durchgeführt.
Er nahm an zahlreichen internationalen Festivals teil, z. B.
- Festival des Politischen Liedes, Ost-Berlin (1977, 1982)
- Contr'Eurovision-Festival, Brüssel (1979)
- Bulgarisches Festival Politischer Lieder (1983)
- Vancouver Folk Music Festival (1989)
- Rudolstadt Folk Festival, Deutschland (1993), mit einer live-Übertragung seines Konzertes im WDR, Köln
- Genua und Mailand-Festival, Italien (1996)
- Mediterranean Festival, Bari, Italien (1997)
- Modena Festival, Nomadi (1999)
- Internationales Sozialistisches Jugend Festival, Bonn, Deutschland (1996)
- Jerusalem Festival, Palästina (1997)
- Ramallah Festival, Palästina (1997)
- Festival Marj Ibn Amer, Palästina (1999)
- Bethlehem 2000 Festival (2000)
- Berliner Festival für Politik und Kultur (2003)
- Rimal Festival, Amman (2004)